# IEEE 802.3an
IEEE 802.3an ist ein Ethernet-Standard für 10GBase-T aus der Reihe IEEE 802.
Der Standard ermöglicht Übertragungen mit max. 10 GBit/s via Twisted-Pair-Verkabelungen über eine Länge von max. 100 m. Diese Geschwindigkeit wird aber nur unter optimalen Voraussetzungen (Stecker, Kabel etc.) gewährleistet. Es ist hierbei die Klasse zu berücksichtigen (Klasse EA oder Klasse F und FA). Bei unfachmännischer Verlegung und Verarbeitung ist die Gefahr des Übersprechens (Alien Crosstalk) hoch.